# Medienimperium
Als Medienimperium werden Medienunternehmen (oft Medienkonzerne, Synonym: Mediengruppe; manchmal Medienkonglomerat) bezeichnet, die mehrere der folgenden Merkmale erfüllen:
- sie sind besonders groß
- sie haben auf vielen ihrer Märkte bzw. Marktsegmente einen besonders hohen Marktanteil
- ihr Kurs wird maßgeblich von einem einzigen Menschen geprägt (auch als Medienunternehmer, 'Medienmogul', 'Pressezar' oder 'Medientycoon' bezeichnet)

Bekannte Beispiele sind oder waren:
- Hugenberg-Konzern – er verbreitete während der Weimarer Republik eine extrem nationalistische und antidemokratische Propaganda und wurde damit zu einem 'Steigbügelhalter der Nationalsozialisten'.
- Bertelsmann – aufgebaut und lange geleitet von Reinhard Mohn
- News Corporation – gegründet und aufgebaut von Rupert Murdoch
- das Verlagsimperium Pergamon Press – Robert Maxwell (1923–1991; oft als 'Pressezar' bezeichnet)
- NTW / Media-Most – gegründet von Wladimir Alexandrowitsch Gussinski (2000/2001 von Putin zerschlagen)
- Hearst Corporation[1] – gegründet 1887 von William Randolph Hearst (1863–1951). Hearst war 1935 einer der reichsten Menschen der Welt. In den 1940er Jahren besaß er 25 Tageszeitungen, 24 Wochenzeitungen, zwölf Radiosender, zwei weltweite Nachrichtenunternehmen, das Cosmopolitan-Filmstudio und einige andere Medienfirmen. 1948 kaufte er einen der ersten Fernsehsender der USA in Baltimore. Hearst verkaufte täglich mehr als 13 Millionen Zeitungen und erreichte mit ihnen etwa 40 Millionen Leser. Beinahe ein Drittel der amerikanischen Erwachsenen lasen eine Zeitung aus dem Hause Hearst.
- Mediaset – Silvio Berlusconi
- The Thomson Corporation, nach Übernahme der Nachrichtenagentur Reuters seit 2008 Thomson Reuters
- Kirch-Gruppe – Leo Kirch